# 위정성
위정성(중국어 간체자: 俞正声, 정체자: 俞正聲, 병음: Yú Zhèngshēng, 한자음: 유정성, 1945년 4월 5일~)은 중화인민공화국의 정치인이다. 18기 정치국 상무위원 겸 중국인민정치협상회의 주석이다.

## 경력
옌안에서 태어난 위정성은 위치웨이(兪啓威)의 아들이며, 부인은 중국인민해방군 화동(華東)구 참모장, 국무원 부총리였던 장아이핑(張愛萍)의 딸인 장즈카이(張志凱)이다. 본적은 저장성 사오싱시이다.
1964년에 중국 공산당에 입당하였고, 1968년 하얼빈 군사공정학원 미사일공학부를 졸업했다.
1984년 덩샤오핑의 아들 덩푸팡이 이사장으로 있던 중국장애인협회의 부이사장을 역임했다.
1985년 옌타이시 당위원회 부서기였던 당시 국가안전부 외사국장이었던 형 위창성(兪強声)이 미국에 망명한 사건이 있었다. 1992년의 제14기 중앙위원회에 가서 중앙후보위원에 진입하였다. 1987년 산둥성 옌타이 시 시장. 1994년부터 산둥성 당위원회 상무위원, 칭다오시 당위원회 서기를 지냈다.
1998년, 주룽지 내각에서 건설부장으로 입각했다. 2001년에 후베이성 당위원회 서기에 취임했다. 2002년의 제16기 중앙위원회에서 정치국원이 된다. 2007년, 제17기 중앙위원회에서 정치국원에 재선되었다. 상무위원이 되어 중앙에 들어간 시진핑 후임으로 상하이시 당위원회 서기로 취임했다.
제14기 당중앙후보위원, 제15기 당중앙위원, 제16기와 제17기 당중앙정치국원이었다. 18기 1중전회에서 정치국 상무위원이 되었고 2013년 3월 12일 중국인민정치협상회의 주석으로 선출되었다.

## 같이 보기
- 태자당